# Fission

Schematisk bild av en fissionsprocess. uranatom bombarderas med en neutron mot den klyvningsbara atomkärnan. Kärnan blir då instabil, vilket leder till att atomkärnan går i bitar.

Fission betyder klyvning, inom kärnfysiken och kärnkemin klyvningen av atomkärnor, kärnklyvning. Vid fission frigörs energi, vilket under vissa förutsättningar leder till en kedjereaktion där enorma energimängder frisätts i form av värme, partikelstrålning och elektromagnetisk strålning. Sådana kedjereaktioner ligger till grund för kärntekniken. Fission utnyttjas så i kärnkraftverk och kärnvapen. I regel används isotoperna uran-235 och plutonium-239. Flera av restprodukterna som bildas vid fission är radioaktiva, vissa i tusentals år. Motsatsen till fission är fusion, sammanslagning av atomkärnor.

## Kärnklyvning
Atomkärnan hos vissa isotoper av grundämnen som plutonium och uran kan om de bombarderas med neutroner fånga in en neutron och därigenom bli så instabila att de klyvs. I processen frigörs neutroner som i sin tur kan klyva fler atomkärnor och därigenom hålla igång en kedjereaktion. Därutöver bildas nya, mindre atomkärnor, och stora mängder energi frigörs som rörelseenergi hos klyvningsprodukterna samt gammastrålning. När denna rörelseenergi och strålning sprids i omgivande gods, genom att partiklarna krockar med omkringliggande atomer, innebär det att värmen stiger. 
Isotoper som ofta används i kärnkraftverk och vid kärnvapentillverkning är uran-235 och plutonium-239. En möjlig sådan process är: 
Klyvningsprodukterna från fissionen blir här krypton och barium, två ämnen som är starkt radioaktiva. Andra klyvningsprodukter kan vara 131I (Jod-131), 137Cs (Cesium-137) och 90Sr (Strontium-90).

## Fission i kärnvapen
Vissa typer av kärnvapen bygger på en okontrollerad fissionär kedjereaktion. I vätebomber kan en fissionssprängladdning användas för att utlösa en fusionsreaktion.

## Fission i kraftverk

Schematisk bild över en kokvattenreaktor.

Atomklyvningen i kärnkraftverk är till skillnad från den i kärnvapen kontrollerad. De ämnen som skall klyvas utgörs av bränslestavar ihopsatta i knippen. Moderatorer som vatten eller grafit används för att tvinga ner hastigheten på neutronerna, och vid behov bromsas hela kedjereaktionen. Den frigjorda energin samlas i kylvatten i form av värme. Ur värmen hämtas rörelseenergi som driver turbiner och generatorer.